# Associatie van raketten en kompassla
De associatie van raketten en kompassla (Erigeronto-Lactucetum) is een associatie uit het verbond van kleverig kruiskruid (Salsolion ruthenicae).

## Naamgeving en codering
- Syntaxoncode voor Nederland (rVvN): r32Aa02
- BWK-karteringscode: ku

De wetenschappelijke naam Erigeronto-Lactucetum is afgeleid van de botanische namen van twee belangrijke soorten van de associatie; dit zijn de kensoorten Canadese fijnstraal (Erigeron canadensis) en kompassla (Lactuca serriola).

## Fysiognomie
De associatie van raketten en kompassla vormt kniehoge tot anderhalve meter hoge ruigten, die gesloten maar ook open kunnen zijn. De meeste plantensoorten van deze associatie zijn hemikryptofyt of therofyt.

## Ecologie
De associatie van raketten en kompassla komt voor op allerlei verstoorde gronden van ruderale terreinen. Het betreft een thermofiel vegetatietype.

## Subassociaties in Nederland en Vlaanderen
Van de associatie van raketten en kompassla komen in Nederland en Vlaanderen twee subassociaties voor.
- Subassociatie met bleke klaproos (Erigeronto-Lactucetum papaveretosum)
- Subassociatie met gewone steenraket (Erigeronto-Lactucetum erysimetosum)

## Fotogalerij

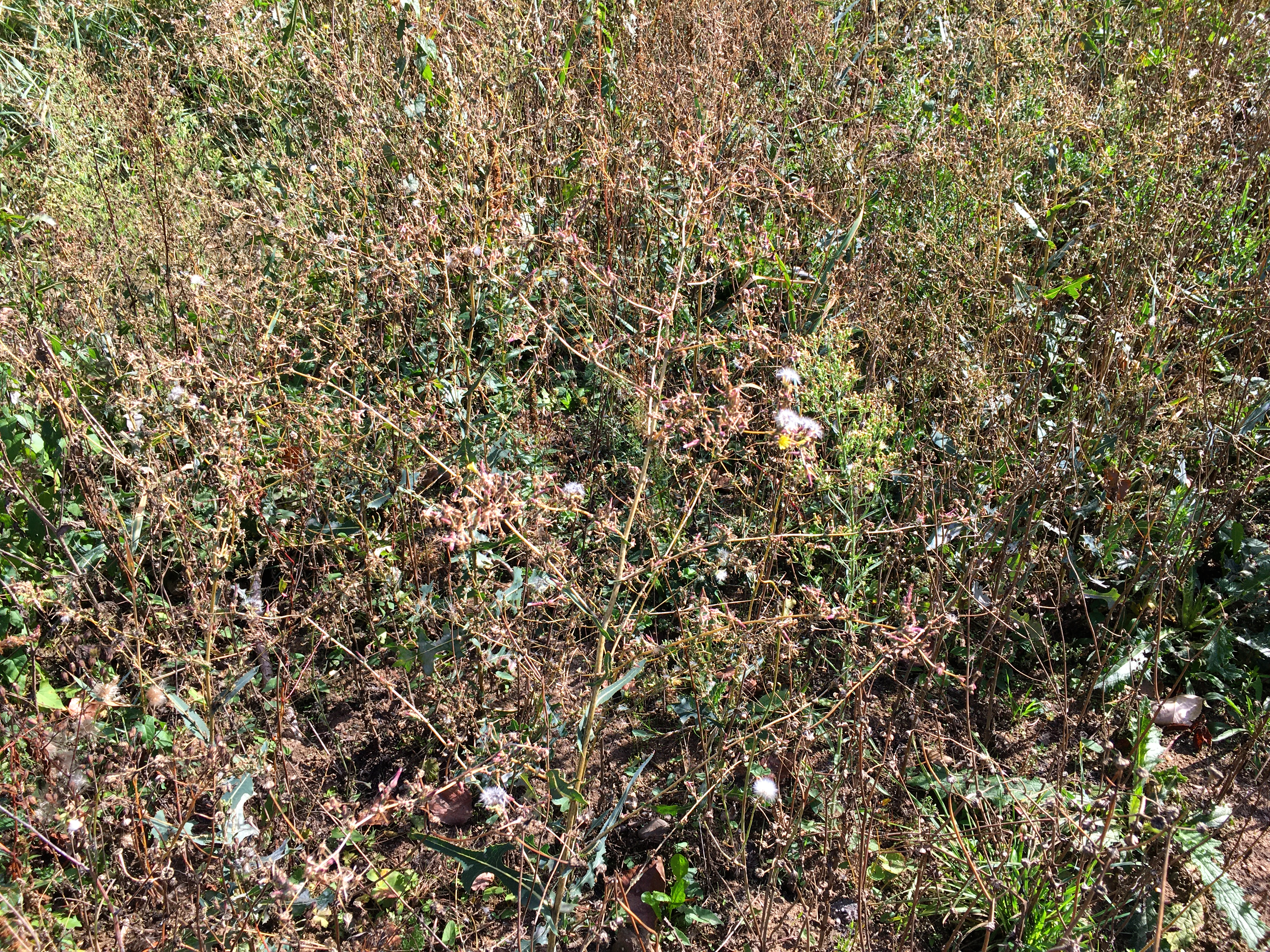
Close-up van het aspect in de herfst